# Melvin Bernhardt
Melvin Bernhardt (Buffalo, 26 febbraio 1931 – Manhattan, 12 settembre 2015) è stato un regista statunitense.

## Biografia
Melvin Bernhardt nacque a Buffalo, figlio di Mac Bernhard e Kate Benatovich. Dopo gli studi all'Università di Buffalo e Yale, Bernhardt entrò nel mondo dello spettacolo lavorando come stage manager a Broadway. Nel 1965 fece il suo debutto alla regia nell'Off-Broadway e da allora diresse opere di prosa negli Stati Uniti e a Londra, ottenendo grandi successi a Broadway. 
Nel 1978 ottenne il suo più grande successo con il dramma Da, rimasto in scena per quasi settecento repliche al Morosco Theatre di Broadway; per la sua regia vinse il Drama Desk Award e il Tony Award alla miglior regia di un'opera teatrale. Molto attivo anche nell'Off-Broadway vinse due Obie Award durante gli anni 70. Sporadicamente attivo anche in campo televisivo, Bernhardt è stato candidato a due Daytime Emmy Award per la sua regia di Una vita da vivere nel 1979 e nel 1980.
Dal 1989 fu impegnato in una relazione con l'attore Jeff Woodman, con cui si sposò nel 2011. Morì nella sua casa di Manhattan quattro anni più tardi in seguito a una caduta. Aveva 84 anni.

## Filmografia

### Regista
- Destini – serie TV, 14 episodi (1979-1989)
- Una vita da vivere – serie TV, 1 episodio (1986)
- La valle dei pini – serie TV, 1 episodio (1991)
- Quando si ama – serie TV, 1 episodio (1992)